# Armin Kaufmann
Armin Kaufmann (Banteln, 6 de julho de 1922 – Bad Honnef, 20 de março de 1985) foi um jurista alemão e professor do ensino médio no Rheinische Friedrich-Wilhelms-Universidade de Bonn.

## Vida
Depois de se formar no ensino médio, em 1940, serviu como soldado na Segunda guerra mundial, onde ele foi repetidamente ferido e recebeu vários prêmios como consequência. Após a guerra, no inverno de 1945/46, ele começou a estudar direito na Universidade de Göttingen. Depois de passar no seu primeiro exame de ordem, obteve seu doutorado em 1952, sob Hans Welzel. Como assistente de Welzel, ele se mudou pouco depois para a Universidade de Bonn. Lá habilitado, Kaufmann recebeu Venia legendi para as disciplinas de direito penal e filosofia do direito em 1956, com um trabalho com base na omissão de crimes. Depois de vários anos de trabalho como professor, ele foi, em 1960, nomeado professor extraordinário na Universidade de Tübingen. De 1962 até sua morte prematura, em 1985, foi comerciante, professor adjunto de direito penal e filosofia do direito na Universidade de Bonn. Em 1964/65, tornou-se Decano da faculdade de direito e em 1967/68 foi eleito Senador.

## Obras selecionadas
O trabalho de Kaufmann centra-se no direito penal e em seus dogmas. Ele se tornou conhecido sobretudo pela denominada teoria da função, fundada por ele e a distinção associada às garantias protetoras e garantias guardiãs.
- Lebendiges und Totes in Bindings Normentheorie: Normlogik u. moderne Strafrechtsdogmatik. Schwartz, Göttingen 1954 (Dissertation).
- Die Dogmatik der Unterlassungsdelikte. Schwartz, Göttingen 1959 (Habilitationsschrift).
  - "Não hesitamos em adotar a solução dos postulados de Armin Kaufmann que, em seu parece, afirma que a capacidade da ação é um elemento comum entre a ação e a conduta omissiva, junto com sua natureza jurídica, tornando possível afirmar que ambas os formas de condutas, estão baseados em um conceito comum, adicionando à ação ou a omissão um elemento intelectual. Assim, o omitente deve ter o conhecimento da situação e a possibilidade real para planear a realização da ação final. Logo, no conceito de capacidade da ação, a omissão obtém um aspecto positivo, definindo como “a finalidade potencial” o qual permite definir perfeitamente que é possível desfechar uma cadeia causal por ação, levando em conta que não ocorrerá fator capaz de impedir o resultado. Então, pois, inaceitável seria admitir que a existência do dever jurídico de ativar-se, por si só, levaria a concluir que se trata de um crime comissivo por omissão, e, portanto, um crime omissivo. Outrossim, embora admitida pela doutrina e pela generalidade dos autos, terminados este trabalho ao afirmar, categoricamente, que realmente não existem os crimes omissivos por comissão." - Flávio Ribeiro da Costa, A omissão penal na doutrina de Armin Kaufmann; 2007[1]